# Sefora

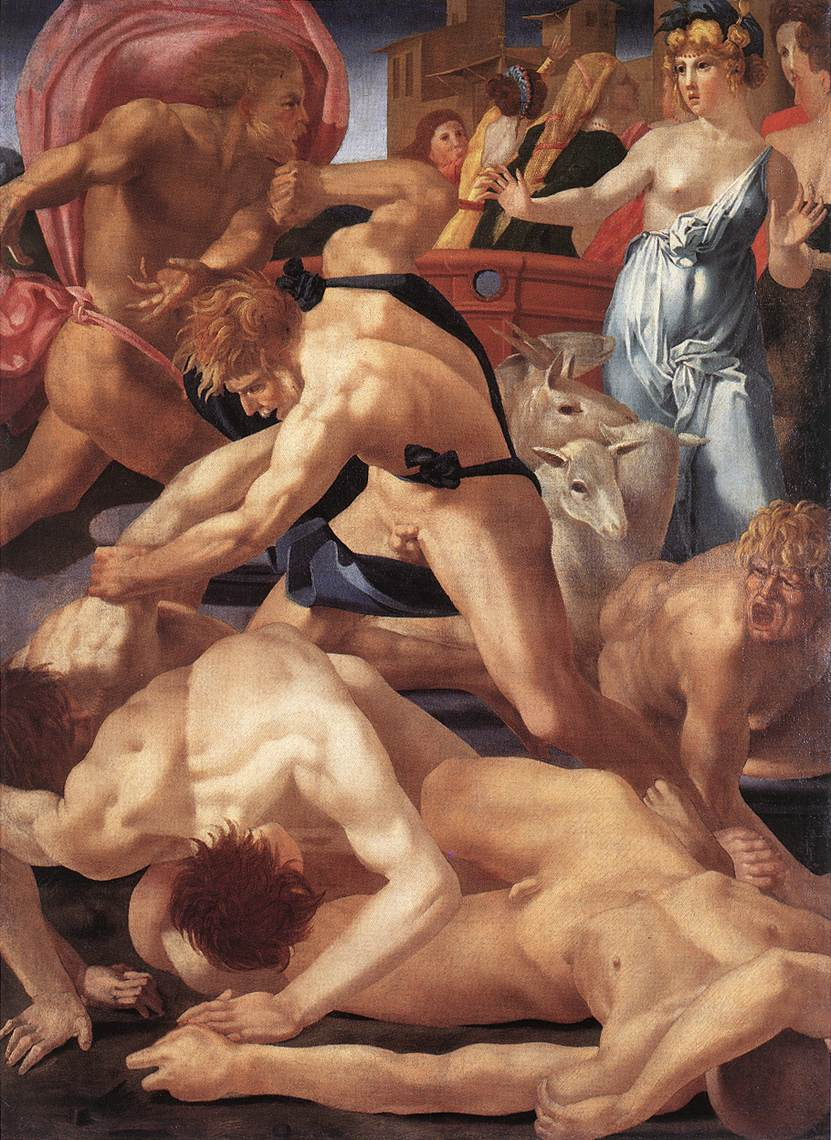
Rosso Fiorentino, Mojżesz broniący córek Jetry

Sefora (hebr. צִפוֹרָה Cippora, pol.  „ptak”, „ptaszyna”, gr. Σεπφώρα) – postać biblijna z Księgi Wyjścia, małżonka Mojżesza.
Była jedną z siedmiu córek madianickiego kapłana Jetry. Po zabójstwie Egipcjanina Mojżesz uciekł do kraju Madianitów, zatrzymał się przy studni, do której właśnie udawały się napoić owce córki Jetry. Kiedy inni pasterze próbowali je przepędzić, Mojżesz stanął w ich obronie. Jetro dowiedział się o zajściu i zaprosił Mojżesza do swojego domu. Ten zamieszkał u niego i poślubił Seforę, która dała mu syna imieniem Gerszom (Wj 2,16-22). Księga Wyjścia wzmiankuje później również o ich drugim potomku, Eliezerze (Wj 18,4).
Po objawieniu się Boga Mojżeszowi Sefora za zgodą ojca udała się wraz z mężem i synami do Egiptu. Gdy podczas podróży Bóg próbował zabić Mojżesza, Sefora wzięła kamienny nóż i obcięła napletek swojego syna, dotykając nim stóp męża i wypowiadając słowa «Oblubieńcem krwi jesteś ty dla mnie». Wówczas Bóg odstąpił od Mojżesza (Wj 4, 18-26). Znaczenie tej sceny jest przedmiotem sporu biblistów, interpretuje się ją zazwyczaj jako gniew Boży spowodowany tym, że Mojżesz wbrew przymierzu zawartemu z Abrahamem nie obrzezał swojego syna. Jest to jednocześnie jedyna scena w Biblii, poza krótkim ustępem w 2 Księdze Machabejskiej (2 Mch 6,10), gdy kobieta dokonuje obrzezania.
W późniejszym okresie Sefora wraz z dziećmi prawdopodobnie została odesłana przez Mojżesza do ojca, gdyż po wyjściu Żydów z Egiptu przybyła z Jetrą i synami do obozu Izraelitów (Wj 18, 1-7). Nie wiadomo nic o jej dalszych losach, być może wróciła razem z ojcem do kraju Madianitów. W Księdze Liczb (Lb 12,1) Aaron i Miriam robili Mojżeszowi wyrzuty z powodu poślubienia „Kuszytki”. Określenie to uważa się zazwyczaj za odnoszące się do urody lub koloru skóry Sefory, choć targumy interpretowały je jako odnoszące się do rzekomej drugiej żony Mojżesza.
W ikonografii przedstawiana zazwyczaj wraz z siostrami podczas spotkania z Mojżeszem przy studni, m.in. na obrazie Rosso Fiorentina Mojżesz broniący córek Jetry.